# Bimonilina
Bimonilina es un género de foraminífero bentónico de la familia Textulariopsidae, de la superfamilia Spiroplectamminoidea, del suborden Spiroplectamminina y del orden Lituolida. Su especie tipo es Bimonilina variana. Su rango cronoestratigráfico abarca desde el Albiense (Cretácico inferior) hasta el Cenomaniense (Cretácico superior).

## Discusión
Clasificaciones previas incluían Bimonilina en el suborden Textulariina del orden Textulariida, o en el orden Lituolida sin diferenciar el suborden Spiroplectamminina.

## Clasificación
Bimonilina incluye a las siguientes especies:
- Bimonilina reciprocata †
- Bimonilina sinensis †
- Bimonilina textulariaeformis †
- Bimonilina variana †